# پورشه ۹۰۸

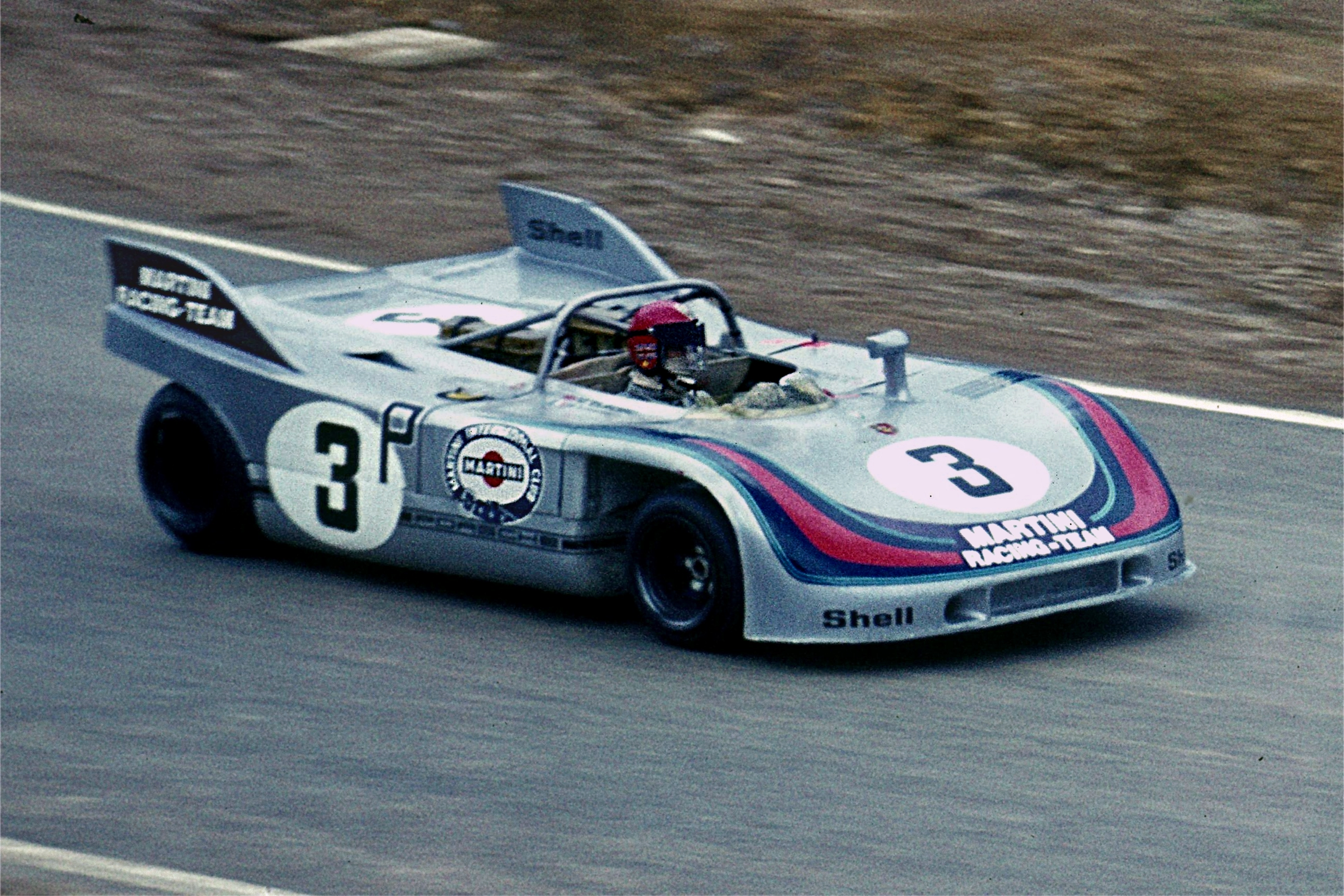

پورشه ۹۰۸ (Porsche ۹۰۸) خودرویی است که در سال‌های ۱۹۶۸–۱۹۷۱تولید شده‌است.
این خودرو در کلاس خودرو اسپورت قرار گرفته، طراحی آن خودروهای موتور وسط عقب-محور عقب بوده است.